# Perth Arena
Die Perth Arena (gegenwärtig durch Sponsoringvertrag RAC Arena) ist eine Mehrzweckhalle mit schließbarem Dach im Zentrum der australischen Stadt Perth im Bundesstaat Western Australia. Sie wurde am 10. November 2012 offiziell eröffnet. Sie befindet sich in der Wellington Street, in der Nähe des ehemaligen Perth Entertainment Centre. Das neofuturistische Gebäude ist der erste Bau des Perth City Link, einem Stadterneuerungs- und Sanierungsprojekt, bei dem die Fremantle-Eisenbahnstrecke abgesenkt wird, um den Finanzbezirk der Stadt direkt mit dem Vorort Northbridge zu verbinden. Die Perth Arena befindet sich im Besitz von VenuesWest und wird durch AEG Ogden betrieben. In der Arena finden u. a. Sportveranstaltungen sowie Konzerten und Shows statt. 

## Planung
Die Arena wurde von den Architekten Ashton Raggatt McDougall und Cameron Chisholm Nicol entworfen. Das futuristische Design basiert auf dem Eternity-Puzzle.

## Ausstattung
Die Arena fasst bis zu 13.910 Zuschauer bei Tennisveranstaltungen, 14.846 bei Basketballspielen und maximal 15.000 bei Konzerten. Außerdem verfügt die Arena über 36 luxuriös ausgestattete Firmensuiten, eine 680 Plätze umfassende Tiefgarage, fünf Veranstaltungsräume. Lastwagen können direkt in die Halle fahren.

## Bau
Die Ausschreibung für das Projekt wurde vom westaustralischen Baukonsortium BGC gewonnen, die Arbeiten auf der Baustelle begannen im Juni 2007. Der Bau wurde durch Kontroversen in Bezug auf die Kosten und Bauzeit überschattet. Die Kosten stiegen von ursprünglich 150 Millionen auf fast 550 Millionen AUD.

## Name
In den ersten sechs Betriebsjahren behielt die Perth Arena ihren nicht kommerziellen Namen. Im September 2018 wurde der Name in RAC Arena geändert. Der Royal Automobile Club of Western Australia (RAC) wurde für die nächsten fünf Jahre Namenssponsor. Der finanzielle Umfang wird auf etwa 10 Mio. AUD für den Bundesstaat geschätzt. Vor der Namensänderung hatte die westaustralische Regierung rund acht Millionen AUD an den Stadionbetreiber AEG Ogden als Entschädigung gezahlt, da dieser keinen Namenssponsor gefunden hatte.

## Veranstaltungen

### Konzerte und Shows
Die Arena ist eine viel genutzter Ort für Konzerte. Des Weiteren finden Stand-up-Comedyshows (z. B. der Bauchredner Jeff Dunham) oder Vorstellungen des Cirque du Soleil statt.

### Basketball
Die Perth Arena ist das Heimspielstätte der Basketballmannschaft der Perth Wildcats. Das erste Spiel der National Basketball League in der neuen Arena fand am 16. November 2012 statt, als die Perth Wildcats vor 11.562 Zuschauern gegen die Adelaide 36ers spielten und verloren. Mit einer Kapazität von 14.846 Plätzen ist die Perth Arena der zweitgrößte Veranstaltungsort, der derzeit im NBL (2018/19) genutzt wird, nach der Qudos Bank Arena in Sydney (18.200). 

### Tennis
Von 2013 bis 2019 fand über den Jahreswechsel die inoffizielle Mixed-Weltmeisterschaft im Tennis, der Hopman Cup, statt. Am 2. Januar 2019 besuchten 14.064 Zuschauer das Spiel zwischen den Vereinigten Staaten (Serena Williams/Frances Tiafoe) und der Schweiz (Belinda Bencic/Roger Federer). Ab 2020 wird der Hopman Cup durch den ATP Cup ersetzt. Die erste Ausgabe soll vom 3. bis zum 12. Januar 2020 stattfinden. Neben Perth werden Brisbane und Sydney Austragungsorte des neuen Turniers sein.

### Netball
Die Netball-Mannschaft West Coast Fever aus der NNL ist seit 2013 in der Halle beheimatet. Am 27. April 2013 wurde das erste Spiel der ANZ Championship (heute Suncorp Super Netball) in der Perth Arena ausgetragen. Das erste internationale Netball-Spiel in der Arena fand am 30. Oktober 2015 zwischen Australien und Neuseeland im Rahmen des Constellation Cup statt.

## Galerie

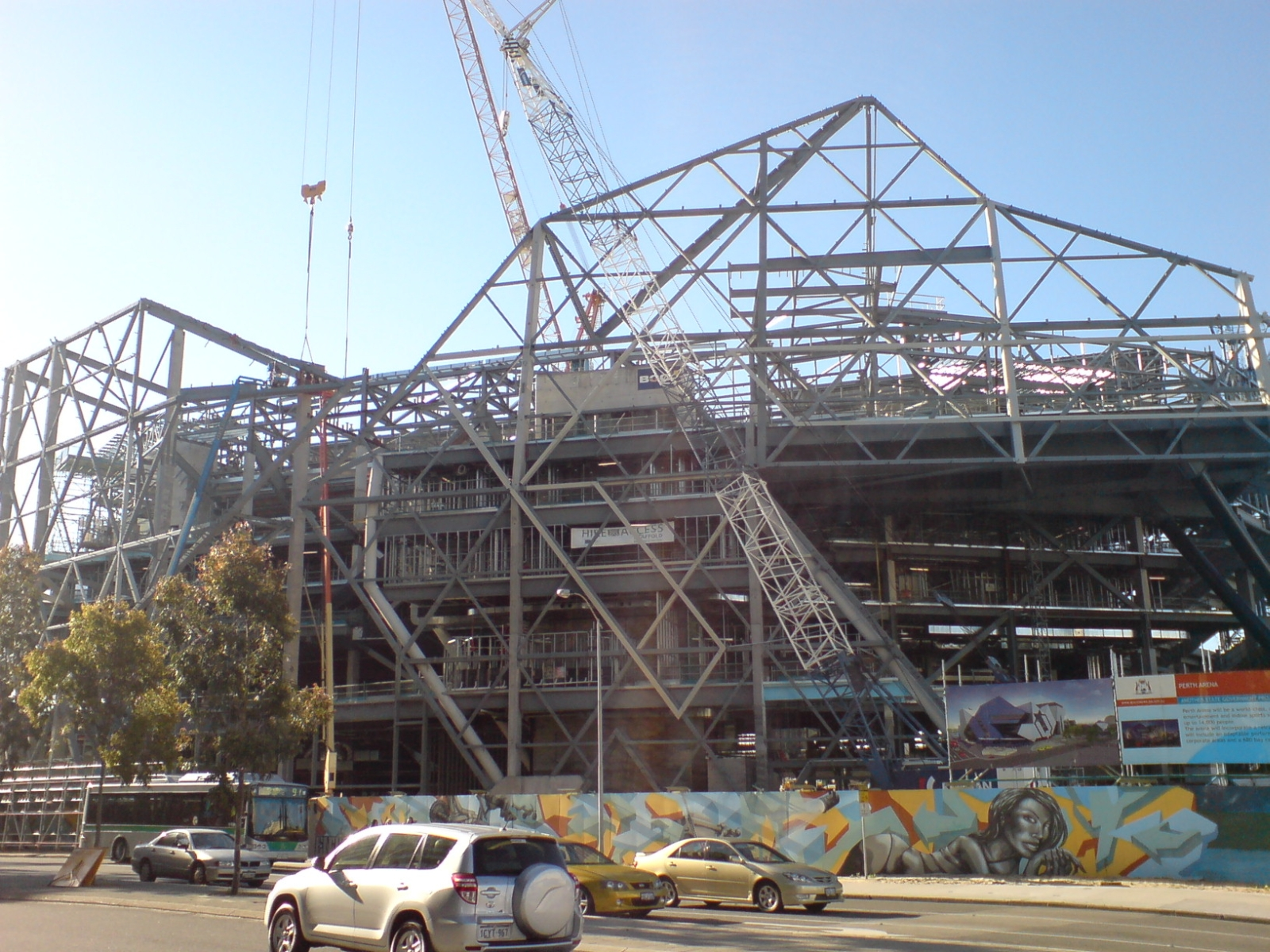
Bauphase (Januar 2010)
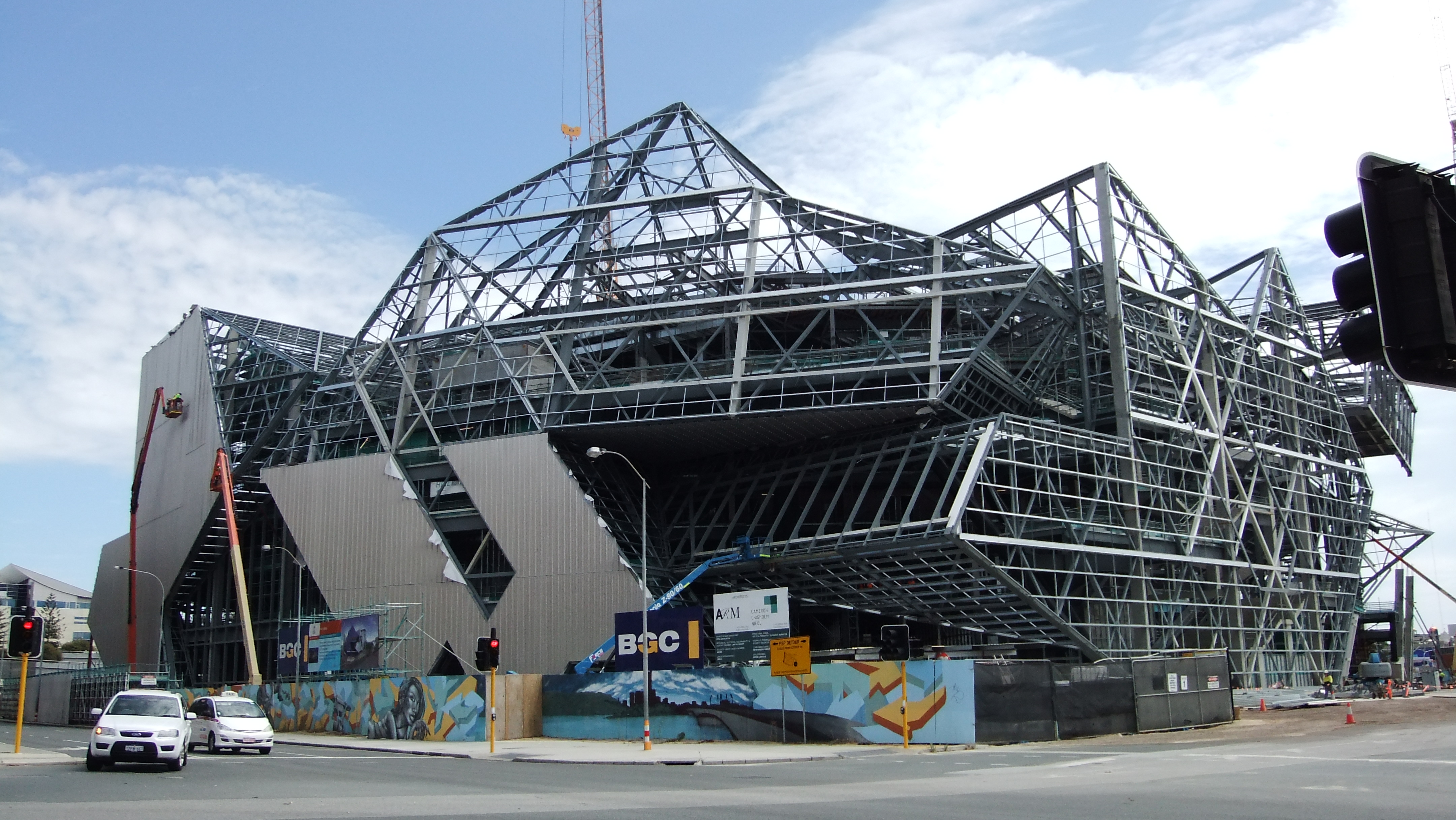
Bauphase (Februar 2011)
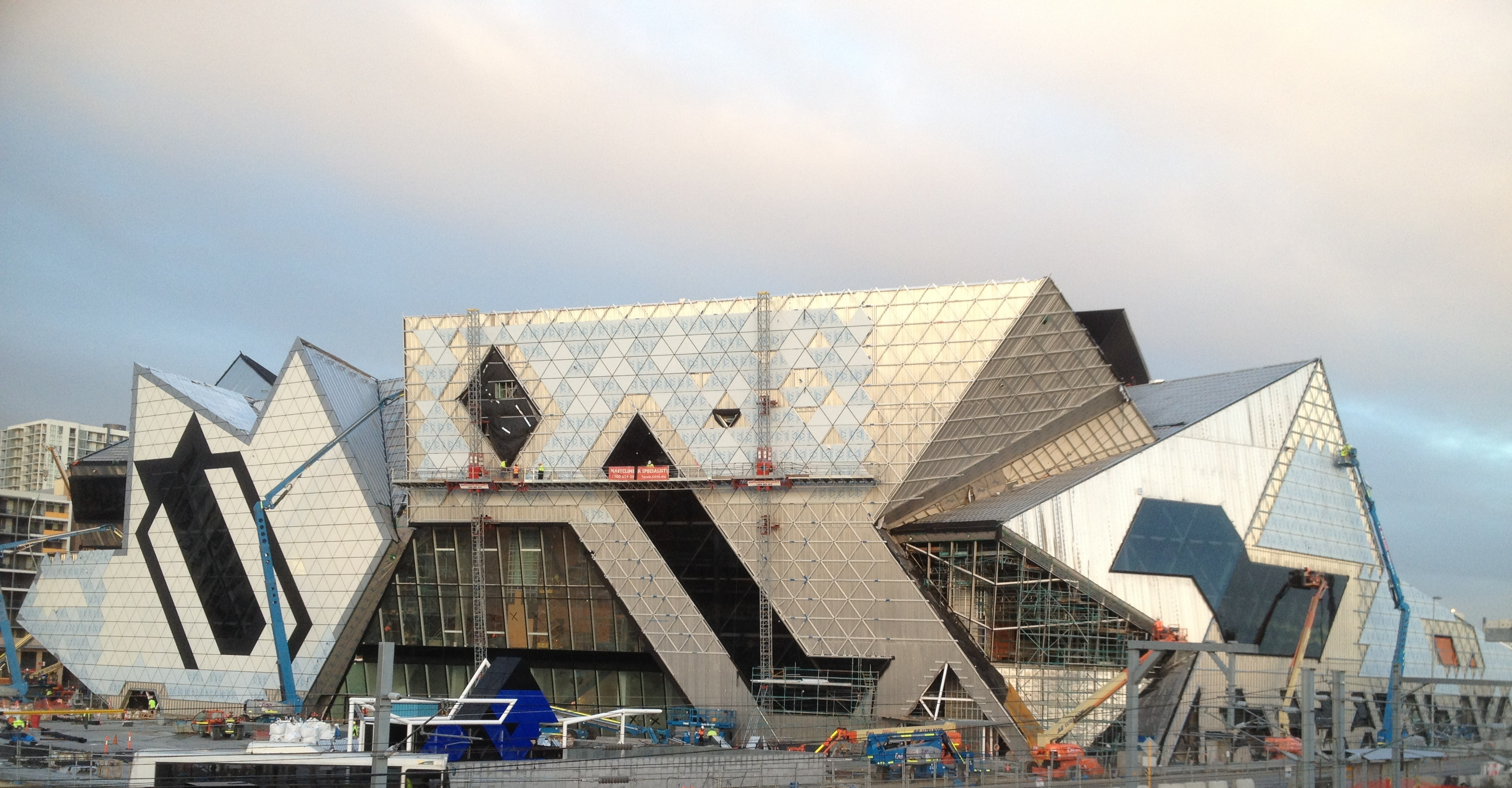
Bauphase (Juli 2012)
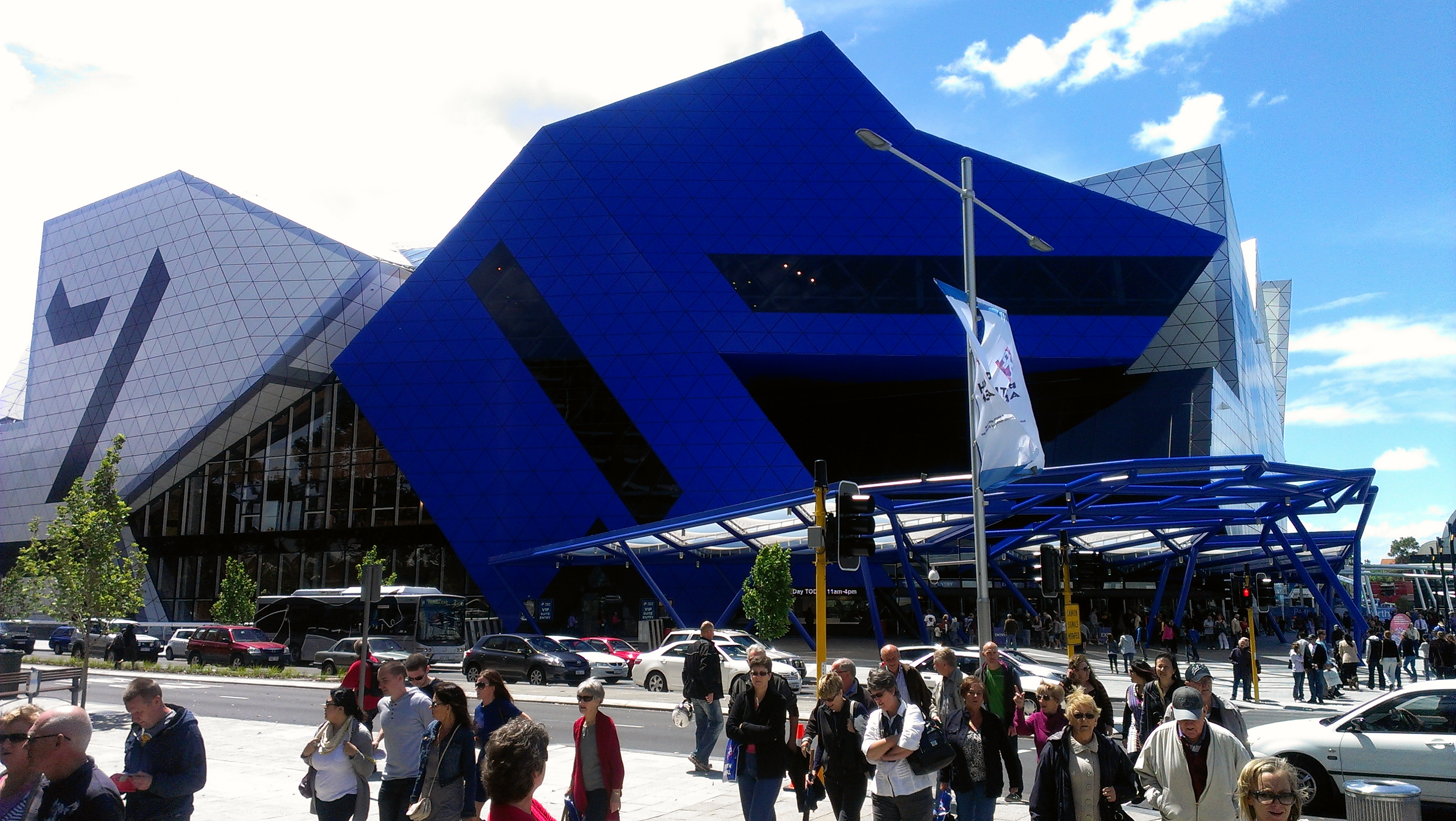
Fassade (November 2012)